# Minor Threat
Minor Threat là một ban nhạc hardcore punk người Mỹ, thành lập năm 1980 tại Washington, D.C. và tan rã năm 1983. Dù thời gian hoạt động rất ngắn, nhưng ban nhạc có ảnh hưởng lớn trong giới hardcore punk về cả phong cách âm nhạc và tinh thần "do it yourself" (DIY) trong phân phối nhạc và quảng bá các buổi diễn. Bài hát "Straight Edge" của Minor Threat trở thành nền tảng của làn sóng straight edge. AllMusic mô tả âm nhạc của Minor Threat là "[mang tính] biểu tượng,".
Cùng ban nhạc Washington, D.C. hardcore Bad Brains và ban nhạc California Black Flag, Minor Threat đã đặt nên tiêu chuẩn cho những nhóm hardcore punk thập niên 1980 và 1990. Tất cả những nhạc phẩm của Minor Threat được phát hành qua hãng đĩa của Ian MacKaye và Jeff Nelson, Dischord Records. Minor Threat EP và album phòng thu hoàn chỉnh duy nhất của họ, Out of Step, nhận được rất nhiều lời ca ngợi và được xem là hai cột mốc của hardcore punk.

## Thành viên
- Ian MacKaye – hát chính (1980–1983)
- Lyle Preslar – guitar (1980–1983)
- Brian Baker – bass (1980–1982, 1983); guitar (1982–1983)
- Jeff Nelson – trống (1980–1983)
- Steve Hansgen – bass (1982–1983)

## Đĩa nhạc

### Album phòng thu
- Out of Step (1983)

### Album tổng hợp
- Minor Threat (1984)
- Complete Discography (1989)

### EP
- Minor Threat (1981)
- In My Eyes (1981)
- Salad Days (1985)

### Demo
- First Demo Tape (1981, released 2003)

### Xuất hiện khác
- Flex Your Head (1982) – "Stand Up", "12XU"
- Dischord 1981: The Year in 7"s (1995) contains the first two EPs
- 20 Years of Dischord (2002) – "Screaming at a Wall", "Straight Edge" (live), "Understand", "Asshole Dub"
- Left of the Dial: Dispatches from the '80s Underground (2004) – "Straight Edge"
- American Hardcore: The History of American Punk Rock 1980-1986 (2006) – "Filler"